# Iwan Babkin
Iwan Andrianowicz Babkin (ros. Иван Андрианович Бабкин, ur. 1893 we wsi Bogdanowo w guberni kałuskiej, zm. 1963 w Moskwie) – generał major, funkcjonariusz NKWD.

## Życiorys
Od września 1914 do marca 1918 odbywał służbę wojskową w marynarce wojennej w Kronsztadzie, później był wojskowym komisarzem gminnego komitetu wykonawczego w rodzinnej wsi, od czerwca do grudnia 1919 ponownie w marynarce wojennej, od listopada 1919 członek RKP(b). Od grudnia 1919 pracownik Wydziału Specjalnego Czeki w Pietrozawodsku, od czerwca 1920 do kwietnia 1921 sekretarz Wydziału Specjalnego Czeki Wybrzeża Morza Czarnego i Azowskiego w Mariupolu i Sewastopolu, od czerwca 1921 do czerwca 1921 sekretarz Wydziału Specjalnego Czeki/GPU Krymu w Symferopolu, później pracownik Wydziału Zagranicznego (INO) OGPU ZSRR. Od 15 kwietnia 1930 sekretarz Zarządu Obozów OGPU ZSRR, 1930-1931 pracownik Zarządu Administracyjno-Organizacyjnego OGPU ZSRR, od 1 sierpnia 1931 pracował w Wydziale Kadr OGPU/NKWD ZSRR, 1937 szef Oddziału 4 Wydziału Kadr NKWD ZSRR, 1 listopada 1937 zwolniony do rezerwy z powodu choroby. Od 1 kwietnia 1938 pomocnik szefa Oddziału 4 Wydziału Kadr NKWD ZSRR, 1939 zastępca ludowego komisarza handlu zagranicznego ZSRR ds. kadr, od 9 sierpnia 1939 kapitan bezpieczeństwa państwowego, od 1939 do 27 lutego 1941 szef oddziału Wydziału Kadr NKWD ZSRR, od lutego do 7 sierpnia 1941 szef oddziału Wydziału Kadr NKGB ZSRR. Od 7 sierpnia 1941 do 4 lutego 1943 szef Oddziału 8 Wydziału Kadr NKWD ZSRR, 22 lutego 1942 awansowany na majora bezpieczeństwa państwowego, od 4 lutego do maja 1943 szef oddziału i pomocnik szefa Wydziału Kadr NKWD ZSRR, 14 lutego 1943 awansowany na pułkownika bezpieczeństwa państwowego, od maja 1943 do 28 czerwca 1946 zastępca szefa Wydziału Kadr NKGB/MGB ZSRR, 3 października 1944 mianowany komisarzem bezpieczeństwa państwowego, a 9 lipca 1945 generałem majorem. Od 28 czerwca 1946 szef Wydziału 5 Zarządu Kadr MGB ZSRR, później szef Wydziału 7 Zarządu Kadr MGB ZSRR, 18 grudnia 1951 zwolniony ze służby z powodu choroby.

## Odznaczenia
- Order Lenina (21 lutego 1945)
- Order Czerwonego Sztandaru (dwukrotnie - 3 listopada 1944 i 25 lipca 1949)
- Order Czerwonej Gwiazdy (29 kwietnia 1943)
- Order „Znak Honoru” (26 kwietnia 1940)

I 5 medali.